# Къща на Колфалчеви
Къщата на Колфалчеви се намира на улица „Христо Ботев“ №123 в Стара Загора.
Построена е от архитект Желязко Рашев в периода 1925 – 1928 г. за семейство Колфалчеви. Къщата е в стил модерн. Дъгообразен балкон обединява симетричните еркери, а корнизът е с декоративен зъборез. Двата етажа са свързани с канелирани пиластри. Ъгълът ѝ завършва с ъглова кула с купол.